# Bookblog.ro
bookblog.ro este un blog colectiv din România care publică recenzii de carte. Recent a organizat și alte activități culturale, care includ bookcrossing, întâlniri cu scriitori, și o antologie de poezie virtuală. În iunie 2007 era considerat de anumite publicații ca fiind pe locul 2 ca grad de notorietate între blogurile din România.

## Despre bookblog.ro
bookblog.ro a fost lansat în martie 2006 cu scopul de a deveni un reper pentru oamenii pasionați de lectură.
În prezent, bookblog.ro înseamnă
- o echipă de 11 recenzenți rezidenți
- 1800 de recenzii de cărți[3]
- peste 70 de apariții în presă
- câștigător la categoria "Cel mai bun blog de cultură", în 2007 și 2008 la Roblogfest, Internetics 2008 și al Premiului Asociației Editorilor din România[necesită citare]

## Evenimente organizate

### Schimb de cărți
"Schimb de cărți" este o serie de întâlniri lunare ce se desfașoară în mai multe orașe din România (și nu numai), simultan. Întâlnirile au loc într-un cadru informal iar intrarea este liberă. Cele 14 orașe din România în care se desfășoară aceste întâlniri sunt Arad, Brașov, București, Cluj-Napoca, Constanța, Focșani, Galați, Iași, Oradea, Sângeorz-Băi, Suceava, Târgoviște, Târgu-Mureș, Timișoara. În străinătate, se desfășoară schimburi de cărți sub emblema bookblog.ro în Thailanda, Anglia și Paris.

### BookTalks
BookTalks este un nou concept de eveniment cultural ce îmbină lecturile publice și dezbaterile într-un cadru informal și relaxat.
Prima ediție a avut loc pe data de 13 iunie, în București, avându-l ca invitat pe Ioan T. Morar, care a citit din cartea sa, Lindenfeld.

### Campanii sociale
Echipa bookblog.ro a realizat mai multe campanii de responsabilitate socială:
- strângere de cărți pentru crearea unei biblioteci în Beiuș
- strângere de cărți de povești cu ocazia zilei de 1 iunie pentru copiii dintr-un centru de plasament din București și manuale școlare pentru un liceu din Brăila
- campania „Un cadou pentru un zâmbet” – cadouri de Crăciun pentru mai multe centre de plasament din București
- campania „O carte pentru fiecare copil” – cărți pentru copiii din mai multe centre de plasament din București; ~3000 de cărți strânse în 3 zile.

### Secțiuni speciale
- Științe Umaniste și Religie
- Secțiunea de poezie